# ذا لومينيرز
ذا لومينيرز هم فرقة فولك روك أمريكية وتعتبر من أشهر الفرق في الولايات المتحدة  وفي بعض الدول الأخرى.